# Осіни (Зволенський повіт)
Осіни (пол. Osiny) — село в Польщі, у гміні Зволень Зволенського повіту Мазовецького воєводства.
Населення — 261 особа (2011).
У 1975-1998 роках село належало до Радомського воєводства.

## Демографія
Демографічна структура станом на 31 березня 2011 року:
|          | Загалом | Допрацездатний вік | Працездатний вік | Постпрацездатний вік |
| -------- | ------- | ------------------ | ---------------- | -------------------- |
| Чоловіки | 139     | 28                 | 98               | 13                   |
| Жінки    | 122     | 14                 | 82               | 26                   |
| Разом    | 261     | 42                 | 180              | 39                   |